# Monteperobolso
Monteperobolso é uma povoação portuguesa do Município de Almeida que foi sede da extinta Freguesia de Monteperobolso, freguesia que tinha 7,97 km² de área e 59 habitantes (2016), e, por isso, uma densidade populacional de 7,2 hab/km².
A Freguesia de Monteperobolso foi extinta em 2013, no âmbito de uma reforma administrativa nacional, tendo sido agregada às freguesias de Castelo Mendo, Ade e Mesquitela, para formar uma nova freguesia denominada União das Freguesias de Castelo Mendo, Ade, Monteperobolso e Mesquitela da qual é sede.

## População
★ No censo de 1864 figura no concelho de Sabugal. Passou para o actual concelho (município na designação atual) por decreto de 07/12/1870
| Totais e grupos etários | Totais e grupos etários | Totais e grupos etários | Totais e grupos etários | Totais e grupos etários | Totais e grupos etários | Totais e grupos etários | Totais e grupos etários | Totais e grupos etários | Totais e grupos etários | Totais e grupos etários | Totais e grupos etários | Totais e grupos etários | Totais e grupos etários | Totais e grupos etários | Totais e grupos etários |
| ----------------------- | ----------------------- | ----------------------- | ----------------------- | ----------------------- | ----------------------- | ----------------------- | ----------------------- | ----------------------- | ----------------------- | ----------------------- | ----------------------- | ----------------------- | ----------------------- | ----------------------- | ----------------------- |
|                         | 1864                    | 1878                    | 1890                    | 1900                    | 1911                    | 1920                    | 1930                    | 1940                    | 1950                    | 1960                    | 1970                    | 1981                    | 1991                    | 2001                    | 2011                    |
|                         | 299                     | 305                     | 344                     | 367                     | 366                     | 341                     | 336                     | 369                     | 374                     | 295                     | 170                     | 151                     | 112                     | 79                      | 61                      |
| i)                      |                         |                         |                         |                         |                         |                         |                         |                         |                         |                         |                         |                         |                         | 3                       | 0                       |
| ii)                     |                         |                         |                         |                         |                         |                         |                         |                         |                         |                         |                         |                         |                         | 8                       | 5                       |
| iii)                    |                         |                         |                         |                         |                         |                         |                         |                         |                         |                         |                         |                         |                         | 31                      | 28                      |
| iv)                     |                         |                         |                         |                         |                         |                         |                         |                         |                         |                         |                         |                         |                         | 37                      | 28                      |

```
i)
 0 aos 14 anos;
 ii)
 15 aos 24 anos; 
iii)
 25 aos 64 anos; 
iv)
 65 e mais anos	
```

## Património
- Edificado:
  - Fonte do Lugar (Mergulho com Tanque) - século XVIII;
  - Fonte da Ribeira Bispo (Mergulho com tanque) - século XVIII;
  - Pequenos núcleos de Arquitectura Popular residencial e agrícola

- Religioso:
  - Igreja Matriz - século XVIII/XIX;
  - Capela de S. Brás - século XIX;
  - Capela de Vale do Seixo - século XIX;
  - Capela do Senhor dos Aflitos - século XIX